# Подбор
Подбор је насељено мјесто у општини Прозор-Рама, Босна и Херцеговина.

## Становништво
|         | 2013.        | 1991.        | 1981.        | 1971.        |
| Укупно  | 442 (100,0%) | 614 (100,0%) | 563 (100,0%) | 515 (100,0%) |
| Хрвати  | 436 (98,64%) | 566 (92,18%) | 526 (93,43%) | 491 (95,34%) |
| Бошњаци | 6 (1,357%)   | 46 (7,492%)1 | 35 (6,217%)1 | 23 (4,466%)1 |
| Остали  | –            | 2 (0,326%)   | 2 (0,355%)   | 1 (0,194%)   |

1. 1 На пописима од 1971. до 1991. Бошњаци су пописивани углавном као Муслимани.